# JTAG
De Joint Test Action Group of JTAG is in de jaren 1980 opgestart om het probleem van het testen van de almaar dichter op elkaar gepakte elektronicaborden en -chips aan te pakken.

## Situering
De JTAG groep definieerde een standaard, Boundary Scan genaamd die later de IEEE 1149.1 Boundary Scan-standaard werd.
Voor de standaard bestond werden de meeste systemen met een testsysteem verbonden door hetzij een (grote en dure) connector hetzij door ze op een "bed of nails" of een bed met fijne testprobes te drukken. Aangezien pinnen gewoonlijk op een afstand van 2,54 mm stonden, was dit nog net te doen. De testtechnologie moest echter verbeterd worden door de komst van connectors met afstanden van 1 millimeter en zelfs minder, het bestukken aan beide zijden van de boards en SMD (Surface Mounted Devices) die nog kleinere componenten gewoon op de borden "kleeft" zodat er geen plaats meer is voor testprobes.
De JTAG-aanpak bestaat er in om via een serieel datakanaal over vijf draden meerdere cellen, chips, kaarten en subsystemen met elkaar te verbinden alsof het één enkel groot shiftregister is dat kan uit- en ingelezen worden. Intern in de chips kunnen de pinnetjes via JTAG geïsoleerd worden van de elektronica en afzonderlijk aangestuurd worden (boundary). Via de pinnetjes kunnen externe board- en chipverbindingen getest worden. Ook kan de interne elektronica worden getest door stimulatie en lezen van de uitgangen.
Later werd het gebruik van de boundary scan uitgebreid voor het in-situ programmeren van geheugens en logische circuits (bijvoorbeeld Flash-PROMS herschrijven op een toestel dat werkt). Een volgende stap werd het aansturen van on-chip-debuggers (emulatoren) en het inspecteren van de elektronica terwijl het systeem draait of in een specifieke mode is.
Aangezien de laatste ontwikkelingen toelaten om de logica te (her)programmeren, te testen en geconstateerde fouten te lokaliseren vindt men dikwijls ontwikkelomgevingen waar de JTAG in geïntegreerd is.
Europa was een drijvende kracht achter de JTAG-toolontwikkeling. Met JTAG Technologies (een spin-off van Philips Eindhoven) en Göpel (spin off van Jena Optronics, Jena, Duitsland) speelt Europa nog steeds een prominente rol op de JTAG-toolmarkt.